# 48

48(사십팔)은 47보다 크고 49보다 작은 자연수다.

## 수학
- 합성수로, 그 약수는 총 10개다. (1, 2, 3, 4, 6, 8, 12, 16, 24, 48)
  - 약수가 10개인 가장 작은 자연수다.
  - 48의 진약수의 합은 76이므로 48은 과잉수다.
- 8번째 고도 합성수다. 앞의 고도 합성수는 36, 다음은 60이다.
- 3번째 이십면체수다. 앞의 이십면체수는 12, 다음은 124다.
- {\displaystyle 48=7+11+13+17}
  - 연속하는 네 소수(素數)의 합으로 나타낼 수 있으며, 이 성질을 지닌 앞의 수는 36, 다음 수는 60이다.
- {\displaystyle 48=6\times 8}
  - 연속하는 두 짝수의 곱으로 나타낼 수 있으며, 이 성질을 지닌 앞의 수는 24, 다음 수는 80이다.
- {\displaystyle 48=2\times 4\times 6}
  - 연속하는 세 짝수의 곱으로 나타낼 수 있는 가장 작은 수이며, 이 성질을 지닌 다음 수는 192이다.

## 과학
- 카드뮴(Cd)의 원자번호.
- 남반구에는 48개의 별자리가 있다.
- 영장류(사람 제외)의 염색체 수.
- NGC 48: 안드로메다자리 방향에 있는 막대나선은하.

## 교통
- 고속도로
  - 유럽 고속도로 48호선: 독일 슈바인푸르트에서 체코 프라하까지 이어지는 유럽 고속도로.
  - 아우토반 48호선: 독일의 고속도로.
- 국도 제48호선
  - 대한민국 48번 국도: 인천광역시 강화군 양사면에서 서울특별시 종로구까지 이어지는 대한민국의 국도.
  - 일본 48번 국도: 미야기현 센다이시 아오바구에서 야마가타현 야마가타시까지 이어지는 일본의 국도.
- 기타 도로
  - 현도 제48호선

## 군사
- U-48: 독일의 군용 잠수함. 제1차 세계 대전에 사용된 1915년제 모델(영어판)과 제2차 세계 대전에 사용된 1939년제 모델(영어판)이 있다.

## 문화유산
- 대한민국의 국보 제48호: 평창 월정사 팔각구층석탑
- 대한민국의 보물 제48호: 대흥사북미륵암마애여래좌상 (해제)[a]
- 대한민국의 사적 제48호: 관문성

## 방송
- 스카이라이프의 드라맥스 채널 번호.
- 지니 TV의 OCN 무비스 채널 번호.
- B tv의 JTBC2 채널 번호.
- U+ TV의 엠플렉스 채널 번호.
- LG헬로비전의 코미디TV 채널 번호.
- B tv 케이블의 JTBC4 채널 번호.
- KT HCN의 아이넷TV 채널 번호.

## 스포츠
- FIFA 월드컵 참가국은 2026년부터 48개국이다.

## 기타
- 날짜: 4월 8일
- 연도: 48년, 기원전 48년

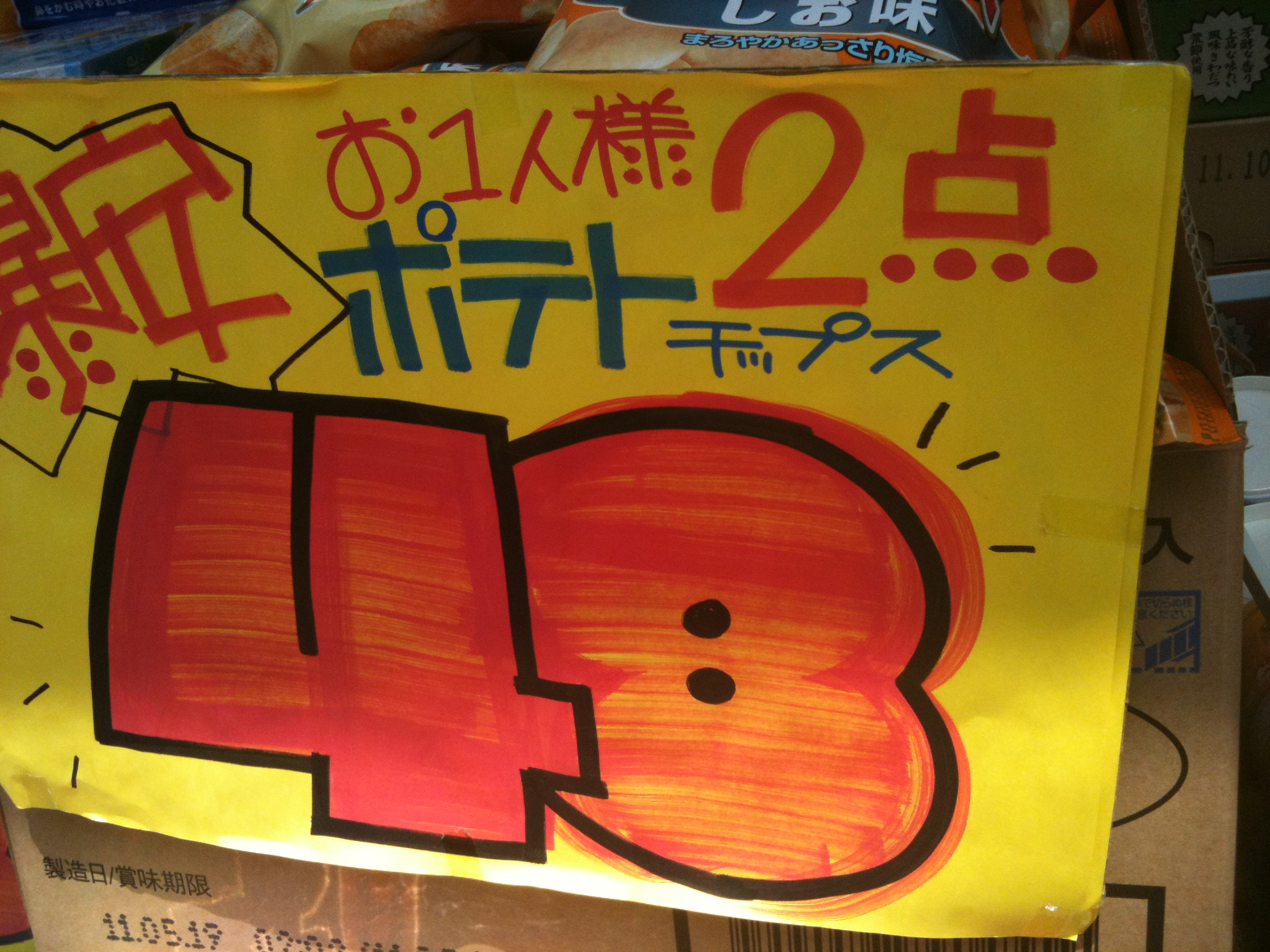

- 화투의 한 벌은 48장이다. (보너스 패 제외)
- AKB48: 일본의 여성 아이돌 그룹.
- PRODUCE 48